# Giacomo Medici (scultore)
Giacomo Medici o  Jacopo De' Medici (... – 1594) è stato uno scultore italiano.

## Biografia
Poco o nulla si conosce delle vicende biografiche di Giacomo Medici, se non che fu allievo dell'architetto e scultore Jacopo Sansovino. Lo stesso Giacomo, tra l'altro, viene menzionato da Giorgio Vasari nelle sue Vite in quanto allievo dello stesso Sansovino e, nel passo che lo riguarda, così viene descritto:
(Giorgio Vasari, Le vite de' più eccellenti pittori, scultori e architettori, Iacopo Sansovino, VI)
Nella citazione riportata, dunque, viene detto che Giacomo Medici si era allontanato dal maestro all'età di 24 anni, ottenendo evidentemente un certo successo artistico, sia a Brescia che a Venezia. Sfortunatamente, tuttavia, non sono rimaste opere dell'artista nella città lagunare, mentre a Brescia l'unica traccia della sua attività è rintracciabile nel portale d'accesso al palazzo Martinengo Cesaresco dell'Aquilone, dove le sculture presenti in sommità del portale e lo stemma sono caratterizzate da una certa solennità e sono piuttosto simili, per stile e composizione, alla Lodoiga di palazzo della Loggia.
Altra opera attribuita al Medici, poi andata perduta, era la colonna con il leone di San Marco presente in piazza della Loggia, dove, dal 1864, si trova invece il monumento alla Bella Italia. La colonna era stata infatti abbattuta nel 1797, in seguito agli eventi che portarono alla caduta della Serenissima e alla formazione della Repubblica Bresciana: secondo quanto ci viene detto dalle fonti, lo stesso scultore aveva realizzato nel 1563 il leone posto in sommità del monumento; sul basamento della colonna, inoltre, erano stati incisi dallo stesso Medici gli stemmi degli allora rettori della città di Brescia, ossia i simboli del capitano Sebastiano Venier e del rettore Lorenzo da Mula.
Sempre basandosi sulle fonti, è possibile affermare che lo stesso scultore fosse stato coinvolto nella seconda fase dei cantieri di palazzo della Loggia: al suo scalpello sono state attribuite, infatti, le statue simboliche presenti sui due lati del cavalcavia di passaggio, che portano dallo scalone al corpo principale del palazzo medesimo.

## Galleria d'immagini

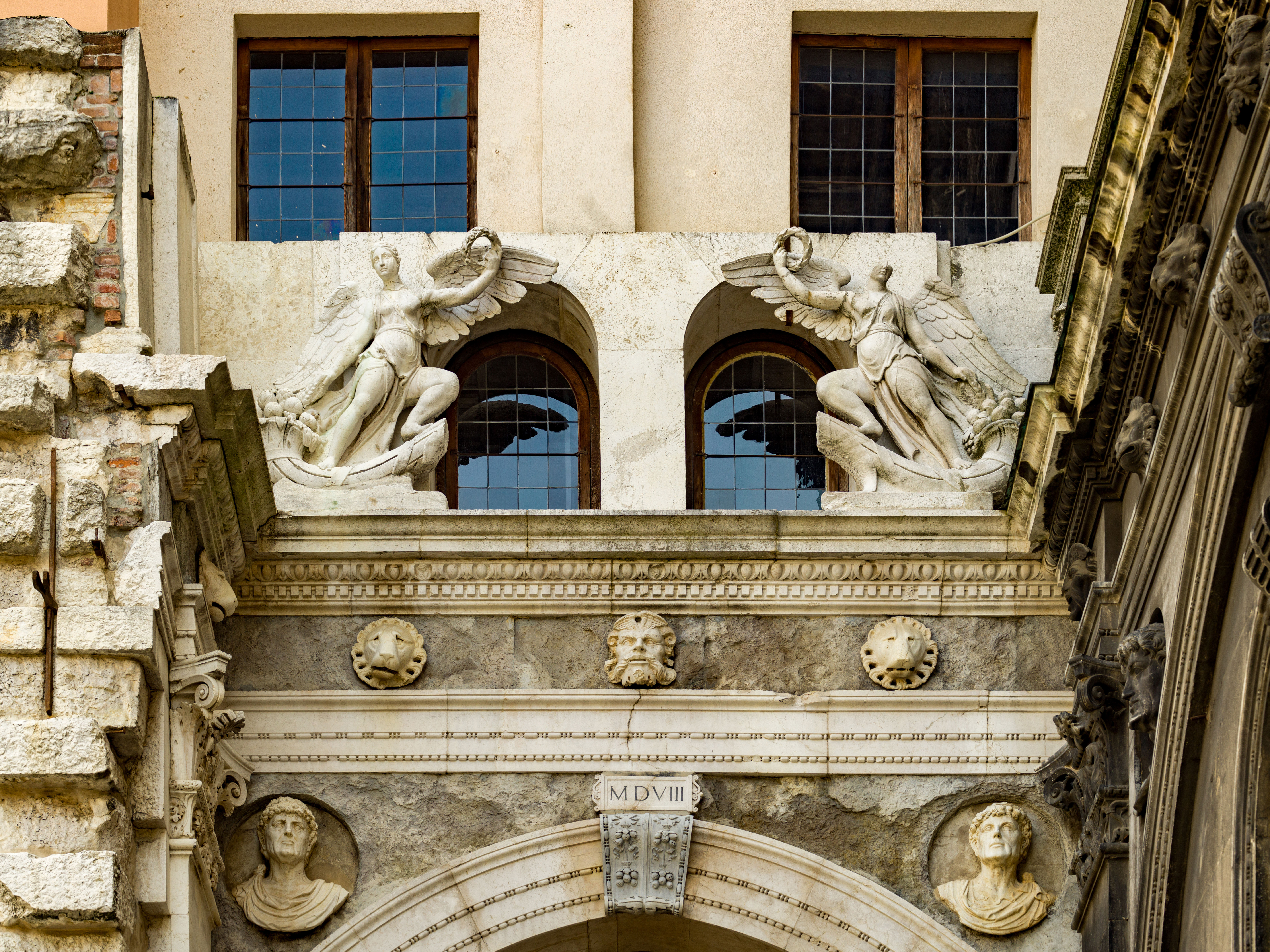
Le sculture attribuite al Medici e presenti sul cavalcavia che collega lo scalone al corpo principale della Loggia
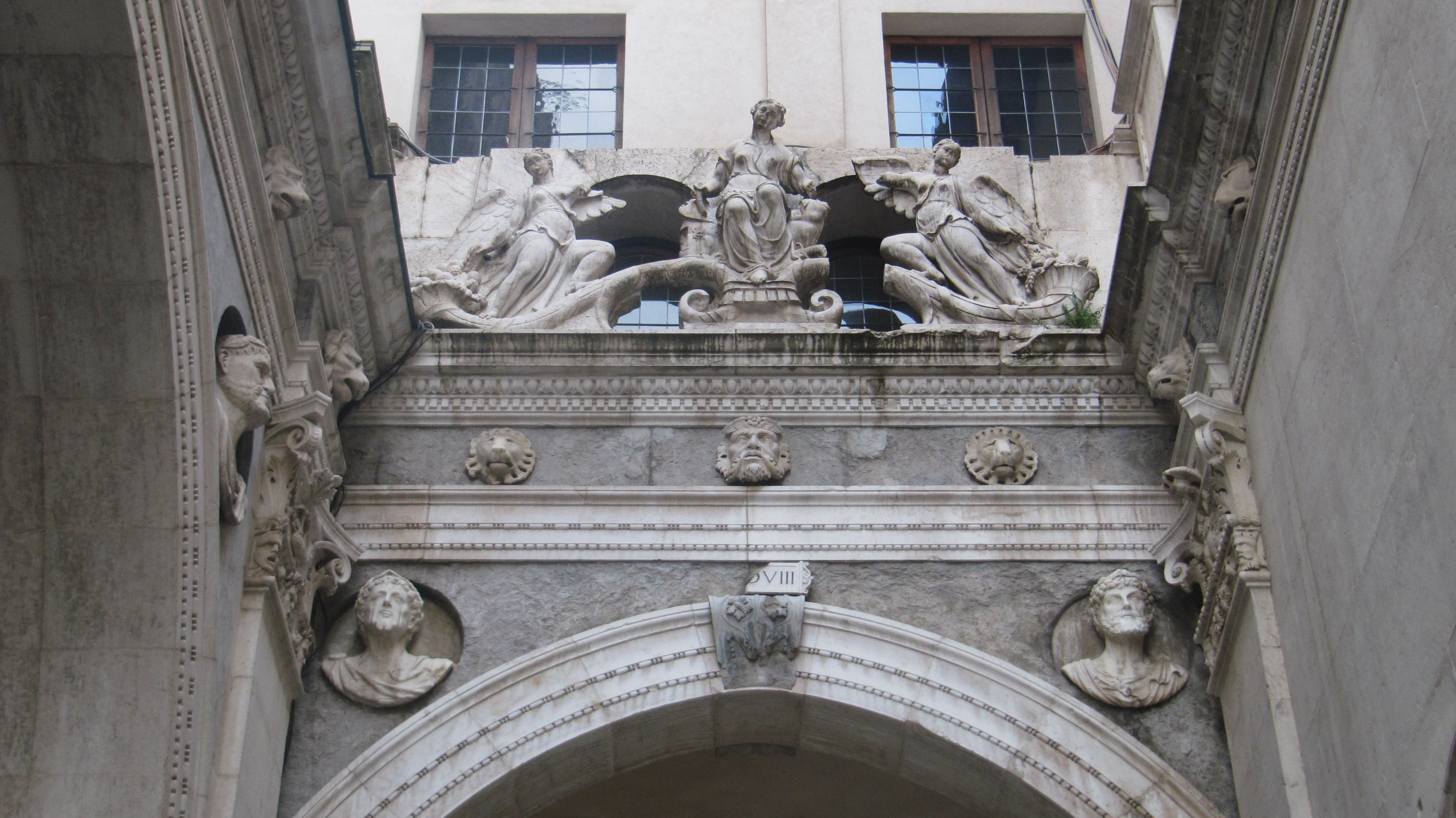
Altra visione del lato opposto con un altro gruppo scultoreo
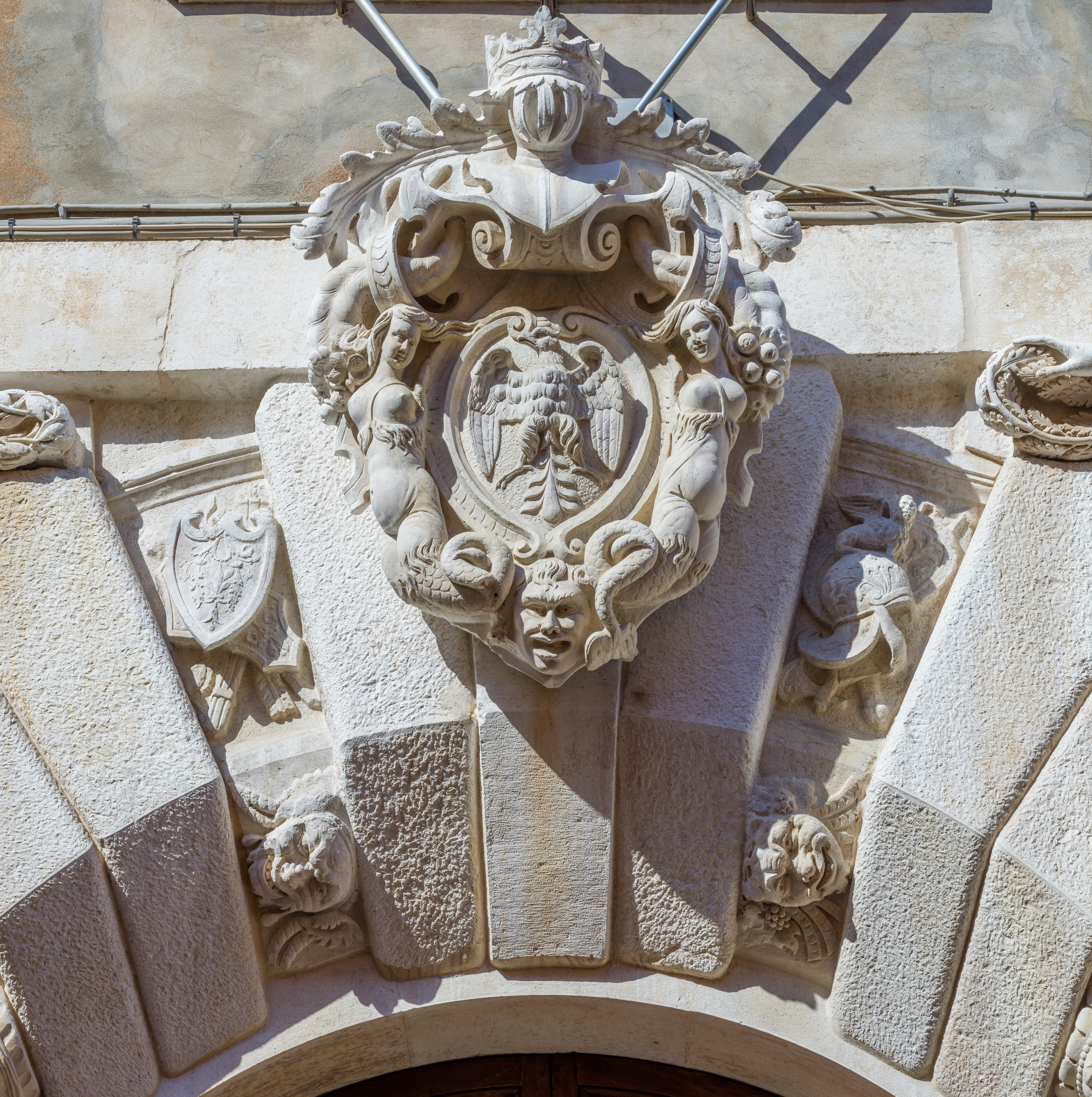
Dettaglio dello stemma dei Martinengo posto in sommità del portale di palazzo Martinengo Cesaresco dell'Aquilone
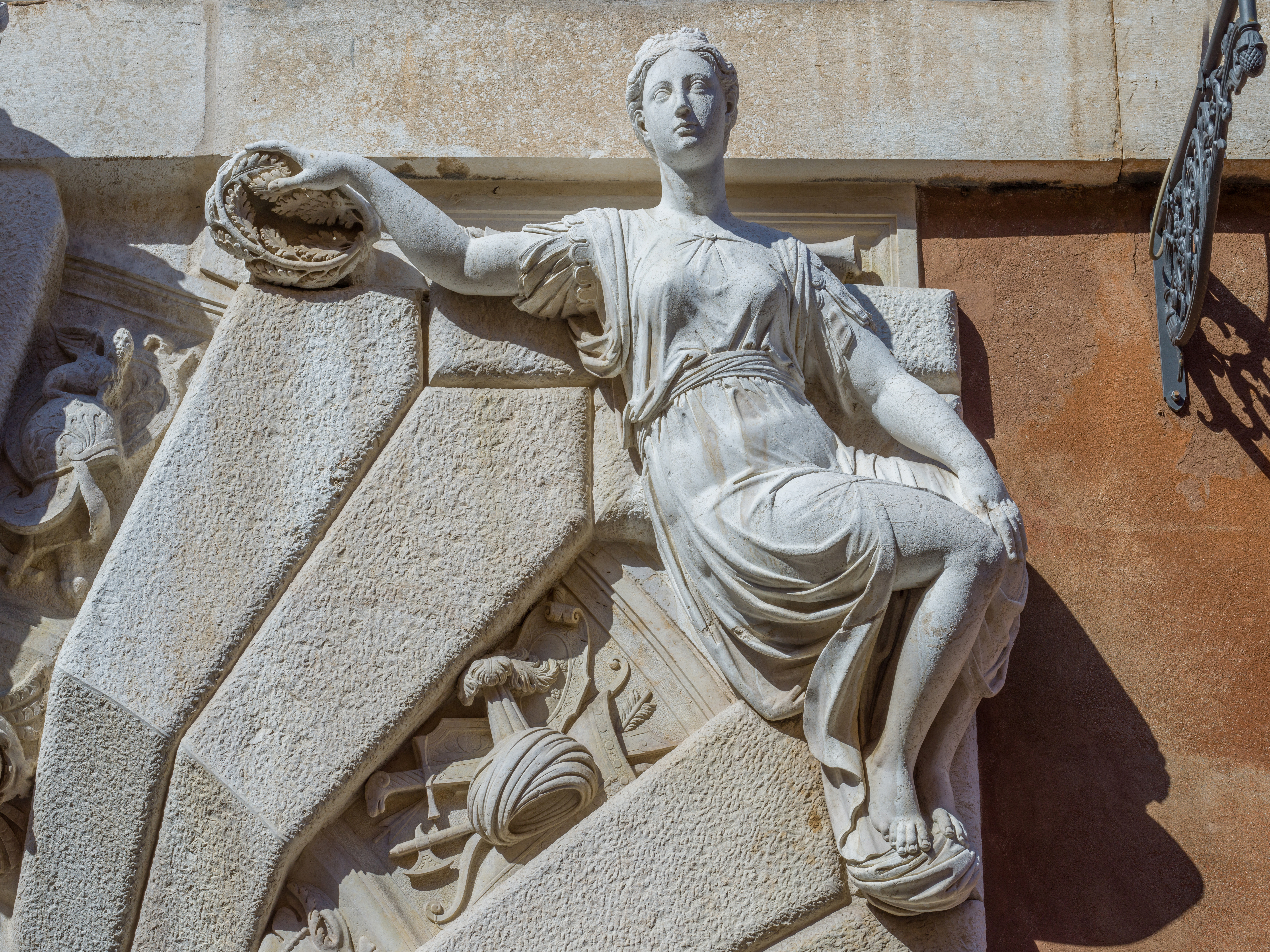
Dettaglio di una delle due sculture femminili presenti sul portale
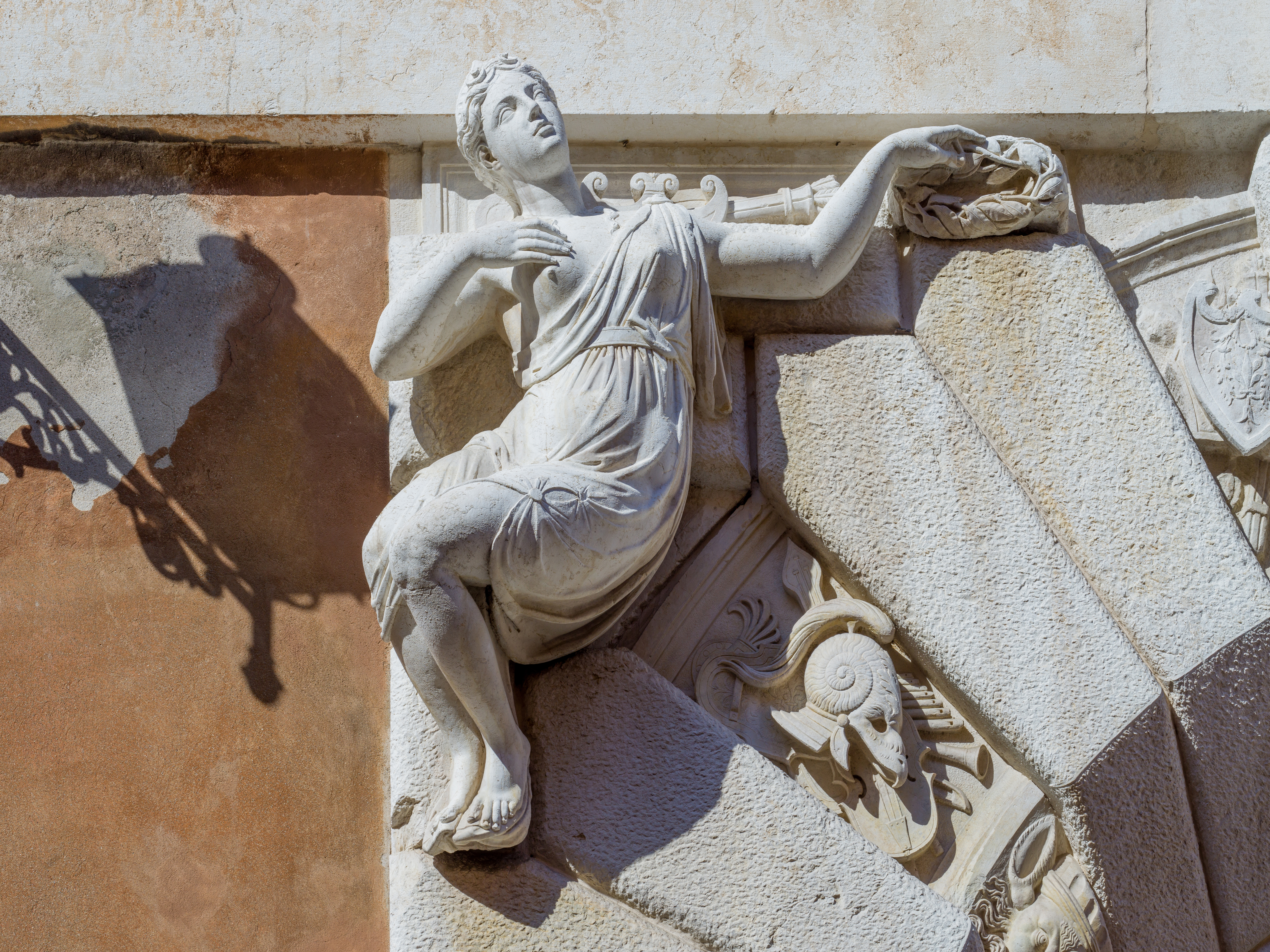
Altra visione della statua sul portale del palazzo